# Illuminati (jeu)
Pour les articles homonymes, voir Illuminati.
Illuminati est un jeu de société qui se présente sous la forme d'un jeu de cartes conçu par Steve Jackson et édité par Steve Jackson Games. Il ne s'agit cependant ni d'un jeu de levées ni d'un jeu de cartes à collectionner. Ce jeu parodique met en scène des sociétés secrètes en compétition les unes avec les autres pour contrôler le monde. Le joueur, pour y parvenir, manipule diverses sociétés secrètes pour des actions légales ou illégales voire mystiques. Le jeu se moque autant des théories du complot que de ceux qui n'y croient pas. On peut y jouer de 2 à 7 personnes pour des parties qui durent de une à cinq heures en fonction du nombre de joueurs présents autour de la table.

## Description
Il se compose d'un jeu de cartes spécifique, de jetons (représentant des millions de dollars en petites coupures non marquées) et de deux dés à six faces. Il y a trois types de cartes :
- Illuminati
- groupes
- cartes spéciales

Les joueurs prennent le rôle des sociétés d'Illuminati qui se battent pour le contrôle du monde :
- Les Illuminés de Bavière
- La société de la discorde
- Les extra-terrestres
- La société des assassins
- Le Réseau
- Les servants de Cthulhu
- Le triangle des Bermudes
- Les gnomes de Zurich

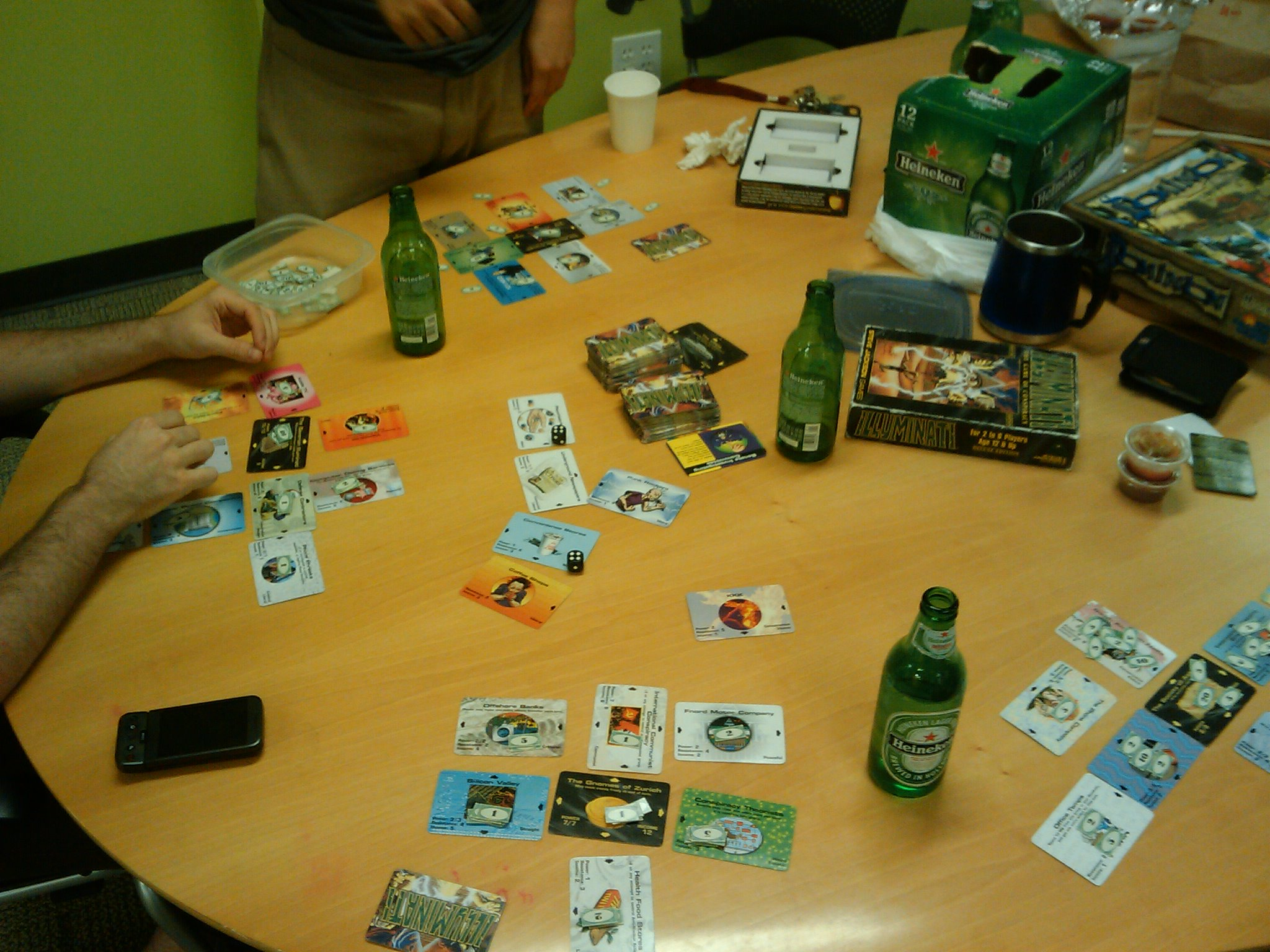
Partie en cours.

Le monde est représenté par les cartes de groupes. Il en existe plus de 300 officielles, chacune a des pouvoirs spéciaux, des résistances spécifiques et une valeur de revenu. La plupart des groupes possèdent un alignement moral. Le jeu est écrit avec l'humour habituel de Steve Jackson Games. On compte parmi les groupes :
- Les maîtres secrets des fans
- La CIA
- La conspiration communiste internationale
- Les savants fous pour des lendemains qui chantent
- La Californie
- Les Boys Sprout (qui influencent les leaders de demain)
- Les lasers orbitaux contrôleurs esprits
- La Mafia
- Les activistes anti-nucléaires à deux têtes
- Les Trekkies, etc.

Les cartes spéciales représentent des phénomènes inattendus. Elles permettent par exemple un accroissement des revenus ou la résistance de certains groupes.
On joue par tour. Les joueurs essaient de prendre le contrôle d'un groupe. Une attaque visant à prendre le contrôle de l'attaqué doit permettre de dépasser sa résistance. Il faut alors utiliser les pouvoirs combinés de ses propres groupes (affectés par l'alignement des groupes impliqués), l'argent dépensé et l'influence des cartes spéciales. Le groupe attaqué peut être défendu par les autres joueurs en dépensant de l'argent et des cartes spéciales (surtout si le groupe attaqué est déjà contrôlé par un joueur). Après une attaque réussie, le joueur qui a pris le contrôle de la carte la place au côté de ses autres cartes pour former une structure de pouvoir.
Chaque groupe possède son propre argent. Les marqueurs d'argent sont placés sur chaque groupe. Ils peuvent être déplacés lentement, de carte en carte à chaque tour. L'argent des Illuminati est utilisable pour la défense ou l'attaque sur tous les groupes du monde entier. L'argent des groupes peut simplement être utilisé pour les attaques menées ou subies par le groupe en question mais double le bonus de défense lorsqu'il est dépensé.
Il est également possible de mener des attaques de neutralisation qui permettent d'éliminer un groupe de la structure de pouvoir d'un Illuminati et de la renvoyer sur la table (le monde) ou de destruction qui supprime le groupe pour toute la partie.
Outre les attaques, les joueurs peuvent échanger des cartes, former des alliances, tricher, voler de l'argent et faire tout ce qui est nécessaire pour gagner.
Une partie est gagnée par l'Illuminati qui a bâti une structure de pouvoir comprenant un certain nombre de cartes qui est fonction du nombre de joueurs ou quand un Illuminati a complété ses « conditions spécifiques de victoire » comme contrôler une carte de chaque alignement (triangle des Bermudes), contrôler un pouvoir combiné de 35 (Illuminés de Bavière) ou encore posséder 150 mégabucks d'argent (les gnomes de Zurich).
Bien que le jeu permette de s'amuser de 2 à 7 personnes, un groupe de 4 joueurs est idéal. Certains Illuminati semblent peu équilibrés comme les importants revenus des Gnomes de Zurich face à la faiblesse de la Société de la Discorde. La véritable valeur des Illuminati n'apparaît pourtant pas nécessairement au premier abord, ou se révèle dans certaines circonstances particulières. Planifier la structure de pouvoir est important car les groupes placés près de l'Illuminati bénéficient d'un bonus de défense. Il faut être prudent car certains groupes peuvent facilement bloquer les flèches des autres au travers desquelles chaque groupe en contrôle un autre. Les flux d'argent sont également important puisqu'une grosse somme augmentera l'attaque et la défense. Les tactiques fourbes consistant à monter des joueurs les uns contre les autres, les attaques sournoises et la discrétion concernant ses réels objectifs sont encouragées dans le jeu. Il est également avantageux de tester différentes configurations de cartes et d'utiliser celles que l'on récupère au maximum de leurs possibilités.

## Extensions
Les extensions existantes :
- Illuminati Brainwash
- Illuminati Y2K
- Bavarian Fire Drill
- Mutual Assured Distraction

Illuminati Y2K propose deux nouveaux Illuminati dans le jeu. Shangri-La et Church of the Subgenius et un bon nombre de nouveaux groupes. Une règle optionnelle permettant d'annuler les privilèges liés au statut est également proposée.
Brainwash est un ensemble de règles optionnelles ; Brainwash est un pouvoir pour les médias qui permet d'altérer les pouvoirs d'un groupe, Propagande est un pouvoir qui permet aux médias de modifier les pouvoirs et les revenus de tous les groupes d'un alignement particulier. Il rajoute également quelques attributs à des groupes et quelques autres règles optionnelles mineures.
Bavarian Fire Drill apporte de nombreux nouveaux groupes pour actualiser un peu le jeu et un nouveau type de cartes, l'artefact, qui propose des avantages permanents.
Mutually Assured Distraction apporte aussi quelques nouveaux événements en phase avec l'actualité et aussi un nouveau type de cartes, le « nouvel ordre mondial » qui affectent tous les joueurs.

## Jeux associés
Illuminati est un jeu culte dans certains milieux, il apparaît comme une référence dans certains médias de la culture Geek comme la BD User Friendly. Une version d'Illuminati en jeu de cartes à collectionner nommé Illuminati: New World Order est également publié par Steve Jackson Games. Des suppléments GURPS, tels que GURPS Illuminati, GURPS Illuminaty University et GURPS Warehouse 23 ont été édités.
Steve Jackson Games a également sorti deux autres jeux associés. L'un est le récent Illuminati : Crime Lords où les joueurs incarnent les chefs des hommes de main et permet de jouer la lutte de pouvoir à l'échelle de la rue. C'est un jeu distinct basé sur des règles similaires. Le second est Hacker qui est similaire au jeu original mais dans lequel les joueurs doivent se battre pour contrôler un réseau informatique. Le jeu est moins touffu qu'Illuminati et vise plus à contrôler les accès à différents ordinateurs plutôt que d'attaquer directement les autres joueurs.

## Distinction
Illuminati a reçu l'Origins Award 1982 en tant que « meilleur jeu de plateau de science fiction ».